# Сагайдачного, 23/4
Садиба Конраді — колишній прибутковий будинок, розташований на розі вулиць Петра Сагайдачного, 23, й Ігорівської, 4, що на Подолі у Києві.
За визначенням дослідників, наріжна кам'яниця на тлі історичної забудови відрізняється вишуканістю ліпленого декору.
Наказом Міністерства культури і туризму України № 521/0/16-09 від 13 липня 2009 року будинок поставлений на облік, як пам'ятка містобудування й архітектури місцевого значення (охоронний номер 552-Кв).

## Історія кам'яниці

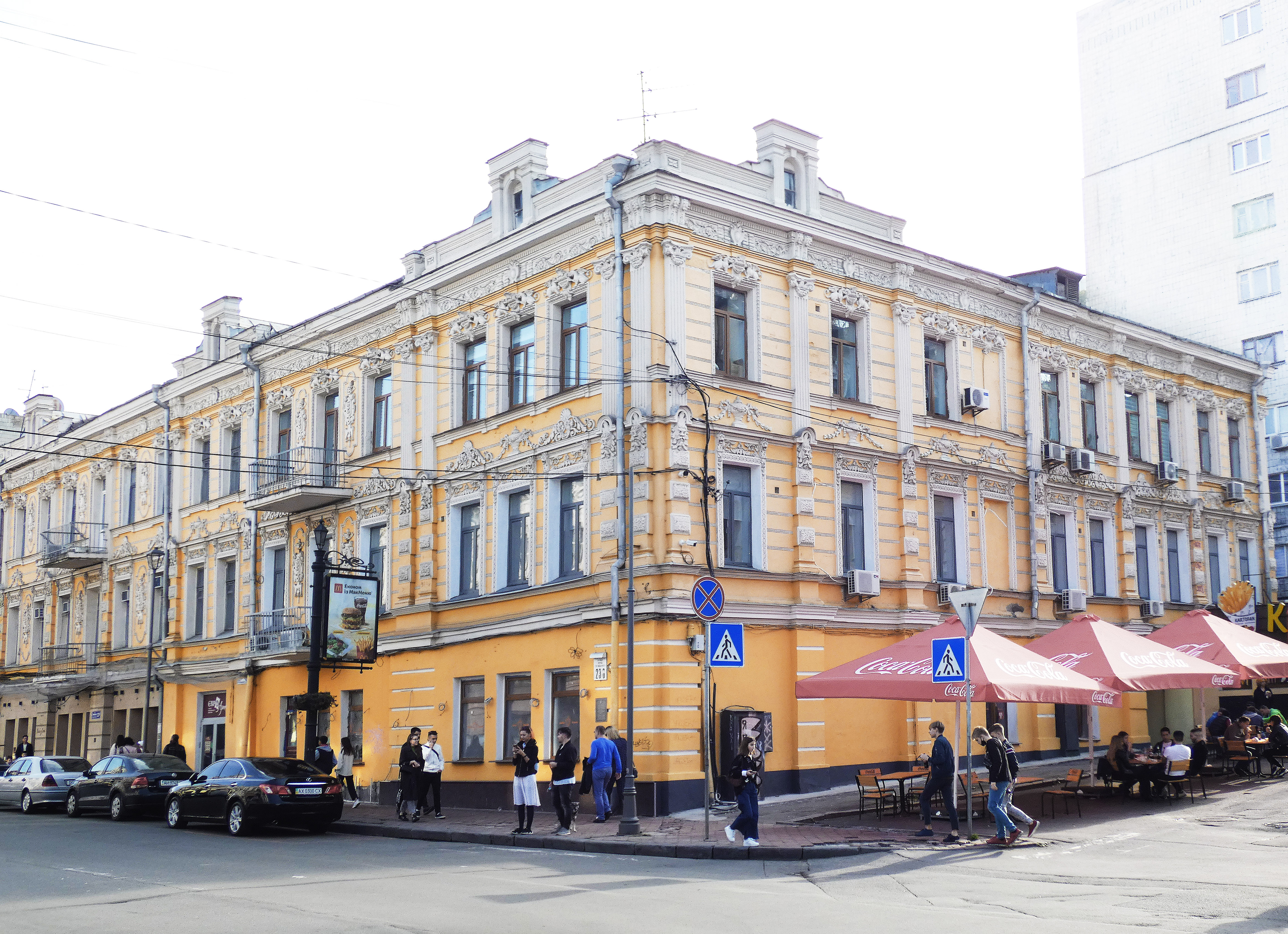
Наріжжя

Відомо, що садиба була забудована вже у середині XIX сторіччя. На зламі XIX—ХХ сторіччя ділянка належала Артуру Конраді, а згодом — його дружині Олені Карлівні. До 1917 року змінилось ще кілька власників.
1898 року власники звели новий будинок. Приміщення першого поверху відвели під крамниці. На другому поверсі розмістили житлові квартири.
У 1900-х — 1910-х роках у квартирі № 10 мешкав київський архітектор Мартин Клуг.
Близько 1922 року радянська влада націоналізувала будівлю.
У 1985 році провели капітальний ремонт. Архітектурне вирішення першого поверху було порушено. Змінили первісне планування. Знищили оздоблення кімнат. Прибрали ажурні ґрати балконів.

## Архітектура

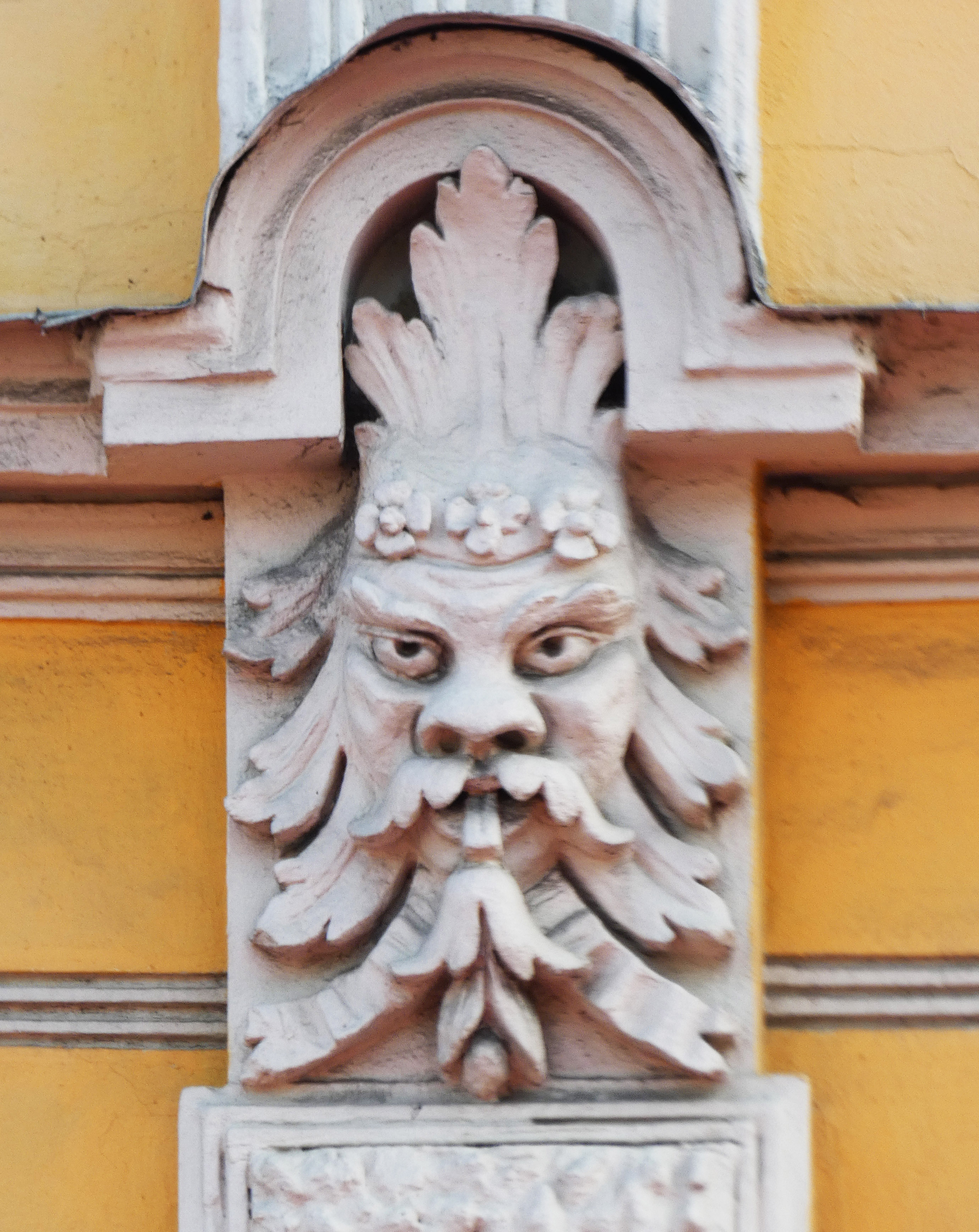
Маскарон

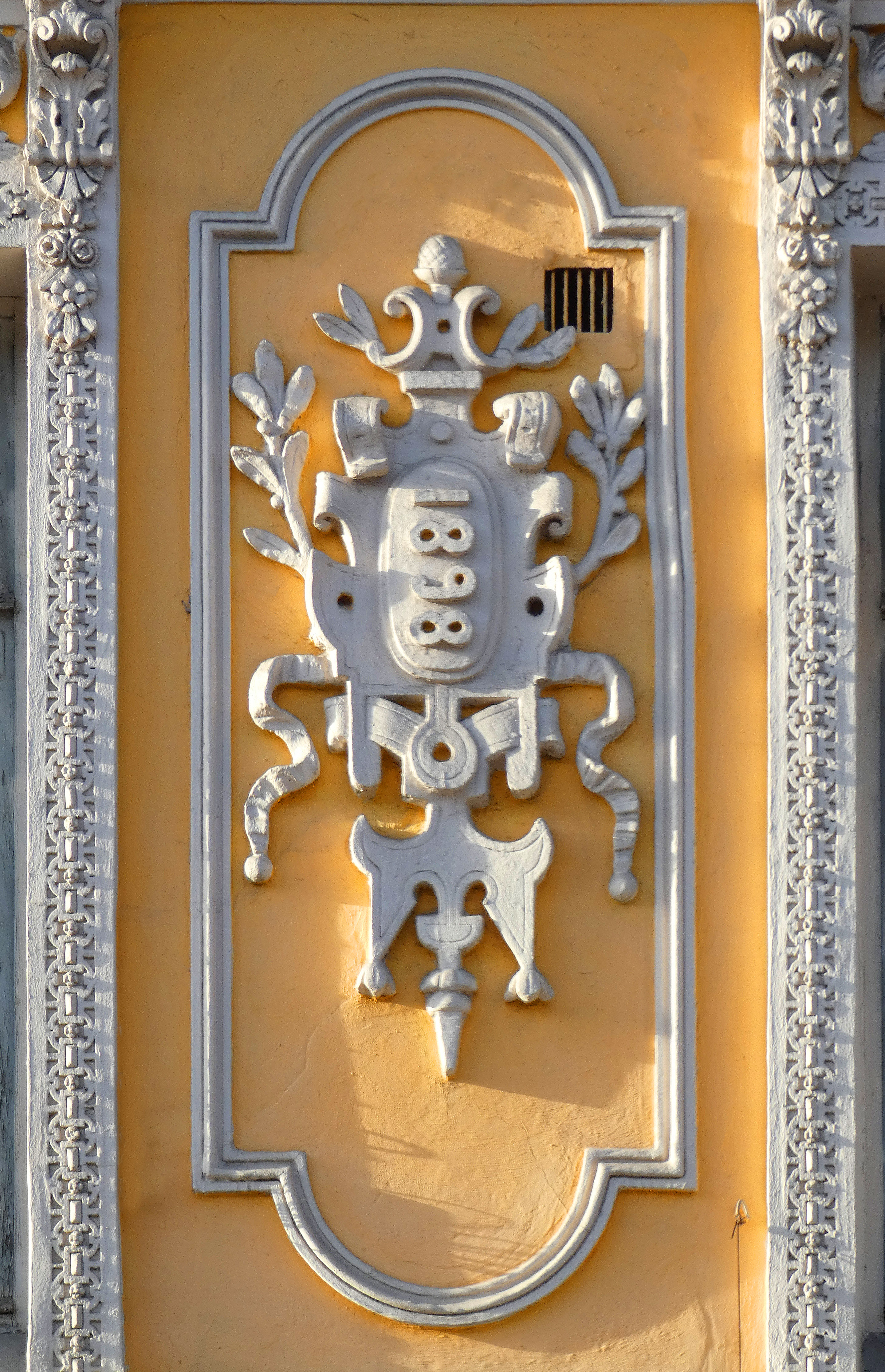
Картуш із датою будівництва

Триповерхова, цегляна, тинькована, П-подібна у плані будівля має вальмовий дах, бляшане покриття і залізобетонні пласкі перекриття.
Будинок вирішений у формах історизму з ренесансно-бароковими елементами. Чоловий фасад з боку вулиці Сагайдачного має чотирнадцять віконних осей, бічний (з боку Ігорівської) — десять. Композиція фасаду ритмічно-ярусна.
Розкріповка головного входу, лівий фланг і наріжжя з обох боків увінчані тридільними аттиками зі смугою меандра.
Парадний вхід розміщений з боку вулиці Сагайдачного. Фасади прикрашені рустом. Лізени на рівні другого поверху завершуються маскаронами. Третій поверх декоровано пілястрами іонічного ордера — здвоєними на чоловому фасаді й одиничними на бічному.
Над першим поверхом протягнутий профільований гурт. Широкий фриз між другим і третім поверхами заповнений композиціями з вазонами, фестонами і пальметами. Карниз підтримують парні модульйони з акантом. Під ним фриз оздоблений рослинним орнаментом і картушами.
Прямокутні віконні прорізи оздоблені лиштвами. Сандрики на другому поверсі прямі. На третьому — сандрики із замковими каменями—кронштейнами, які обабіч тримають грифони. Між вікнами чоловий фасад декорований фільонками і картушами з вертикально позначеною датою спорудження будинку — «1898».
Дворові фасади спрощені.

## Галерея

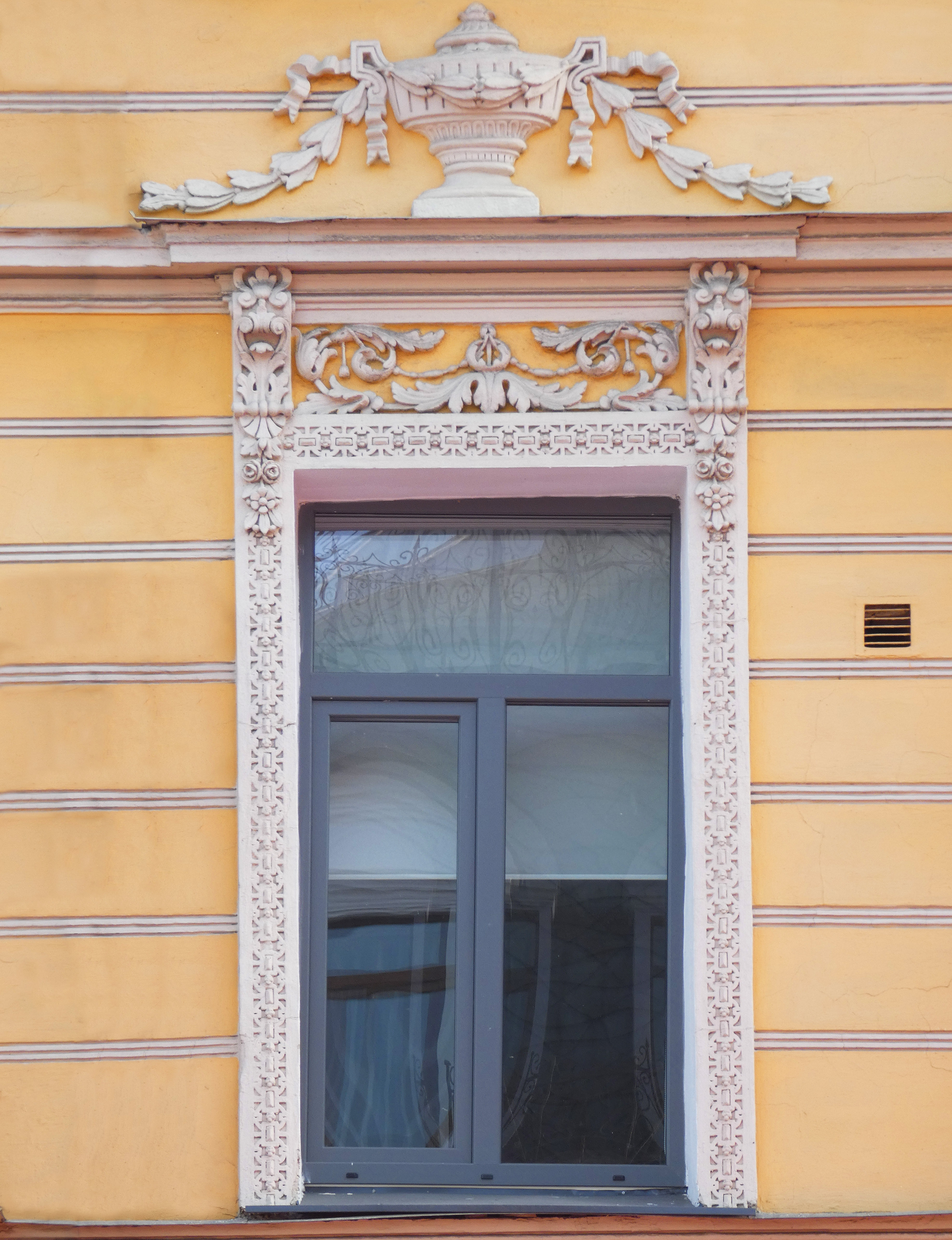
Вікно другого поверху
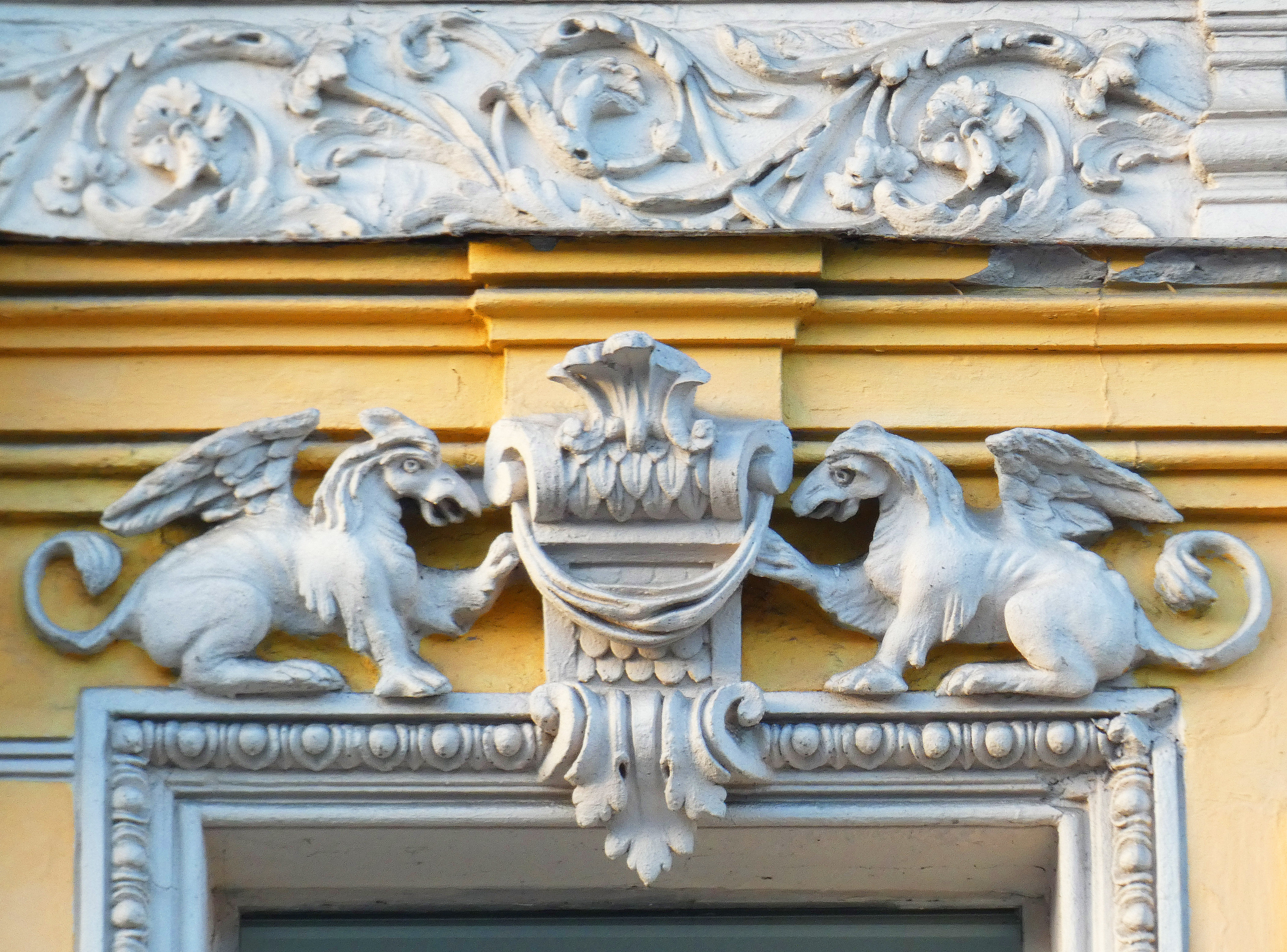
Грифони
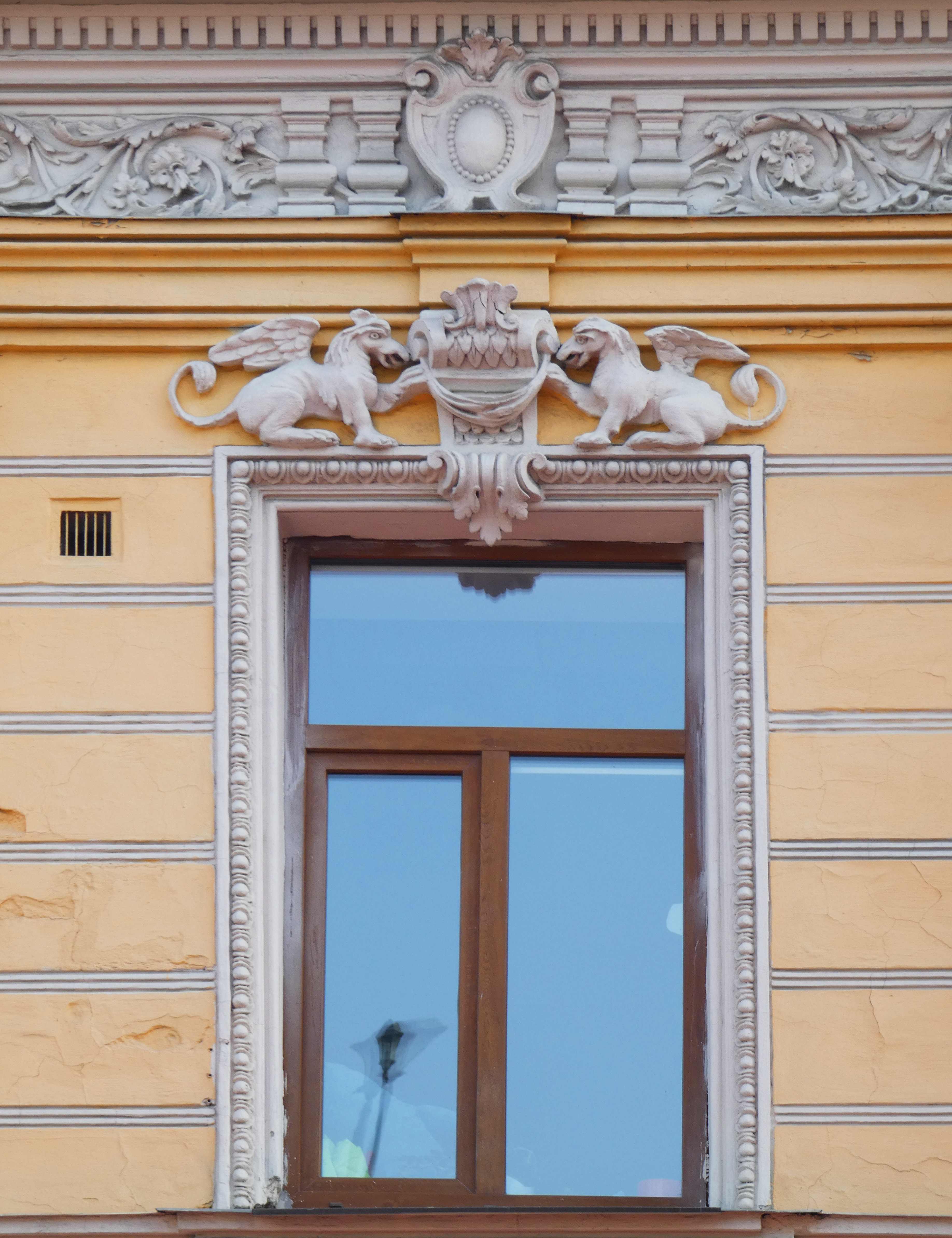
Вікно третього поверху